# Norbert Heinen (Manager)
Norbert Heinen (* 5. Oktober 1954 in Haan; † 8. April 2019) war ein deutscher Manager. Er war als Vorsitzender des Vorstandes der Württembergischen Versicherung AG und der Württembergischen Lebensversicherung AG tätig.

## Leben
Norbert Heinen  studierte von 1973 bis 1978 Mathematik mit Physik im Nebenfach an der Westfälischen Wilhelms-Universität in Münster. Nach Abschluss des Studiums arbeitete er zunächst zwei Jahre als wissenschaftlicher Assistent am Mathematischen Institut der Universität Münster, bis er 1980 in die Versicherungswirtschaft wechselte.
1980 trat Heinen in die Gerling-Konzern Lebensversicherung AG ein, bei der er in der versicherungsmathematischen Abteilung arbeitete. Er wurde 1986 Prokurist und erhielt 1990 die Generalvollmacht für die Sparte Betriebliche Altersversorgung. 1993 wurde er Generalbevollmächtigter der Gerling-Holding für Strategische Planung und Unternehmensentwicklung, 1995 Geschäftsführer der Gerling Service-Gesellschaft für IT, 1996 Mitglied des Vorstands der Gerling-Konzern Lebensversicherung AG und 1998 Mitglied des Vorstands der Gerling Firmen- und Privat-Service AG. Ab 2002 war er Mitglied des Vorstands der Gerling-Holding und Vorsitzender des Vorstands der Gerling-Konzern Lebensversicherung AG sowie der Gerling Versicherungs-Beteiligungs-AG und ab 2003 zusätzlich Chief Information Officer der Gerling-Gruppe. 2004 wurde er zum Vorstandsvorsitzenden der Gerling Vertrieb Firmen und Privat AG berufen.
Als Geschäftsführer und Partner wechselte Norbert Heinen 2007 zur B&W Deloitte GmbH in Köln. Von 2010 bis 2018 war er als Vorsitzender des Vorstands Württembergische Versicherung und Württembergische Lebensversicherung tätig.
Seit 1995 amtierte er zudem als Vorstandsmitglied der Deutschen Aktuarvereinigung (DAV) und war von 2005 bis 2007 deren Vorstandsvorsitzender. Seit 2016 war er Aufsichtsratsmitglied der Kirchlichen Zusatzversorgungskasse des Verbandes der Diözesen Deutschlands (KZVK).
Norbert Heinen wurde bei einer Fahrradtour am 7. April 2019 in Troisdorf von einem betrunkenen Autofahrer angefahren und schwer verletzt. Er starb an den Folgen seiner Verletzungen einen Tag später im Krankenhaus. Auch seine Ehefrau wurde schwer verletzt.

## Schriften
- Die Bestimmung individueller Lebensversicherungsangebote als nicht-lineares Optimierungsproblem. in Blätter der Deutschen Gesellschaft für Versicherungs- und Finanzmathematik e. V., 10/1984, S. 493–510.
- Norbert Heinen, Hans Storck, u. a. (Hrsg.): Kollektive Personenversicherung in Europa. Verlag Versicherungswirtschaft, Karlsruhe 1995.
- Zillmerung, Stille Reserven, Intransparenz der Vertragsabwicklung – die Todsünden der Lebensversicherung? In: Zeitschrift für die gesamte Versicherungswissenschaft, 2/2002, S. 155–168.
- Lebensversicherung – Auslaufmodell oder Produkt mit Zukunft? in Executive Agenda, 2003, S. 77–91.
- Produktpolitik von Versicherungsunternehmen im Zeichen einer alternden Gesellschaft. in: Leipziger Versicherungsseminar. Bd. 6, Verlag Versicherungswirtschaft, Karlsruhe 2005.
- Wolfgang Römer, Norbert Heinen: Versicherungsrecht: gestern, heute und morgen. Verlag Versicherungswirtschaft, Karlsruhe 2008.
- Frank Romeike, Norbert Heinen, Peter Albrecht (Hrsg.): Aktuelle Herausforderungen für das Risikomanagement in Versicherungsunternehmen. in: Mannheimer Vorträge zur Versicherungswissenschaft, Band 88. Verlag Versicherungswirtschaft, Karlsruhe 2009.